# F–117 Nighthawk
Az Egyesült Államok légierejének F–117A Nighthawk repülője a világ első hadrendbe állított lopakodó repülőgépe. Az F–117A egyenes ági leszármazottja a Have Blue lopakodó prototípus programnak. A repülő hivatalos bejelentése előtt szárnyrakapott találgatások vezettek a fiktív F–19 Flying Frisbee kitalációjához is.

## Becenevek
A hivatalos elnevezés előtt a gépen dolgozó mérnökök és berepülőpilóták a „Cockroach” (csótány) nevet adták ennek a meglehetősen otromba gépnek, mert a szovjet kémműholdak elkerülése érdekében nappal elrejtőzött. Ezt a nevet manapság még mindig használják. Az egyik gép alján egy rövid ideig látható volt egy homokóra-figura, amelyről a „Black Widow”, azaz a fekete özvegy nevet kapta. Máskor a „Wobblin' Goblin” (imbolygó manó) nevet használják, ami a gép alacsony sebességénél tapasztalható instabilitására utal.

## Az előjelet körbevevő misztikáról
A Nighthawk a vadászgépeknél használatos „F-” előjelet kapta, annak ellenére, hogy inkább vadászbombázónak szánták. Egy pár weboldal állítása szerint az F-117 AIM–9 Sidewinder levegő-levegő rakétákat is tud szállítani, ám ez lényegesen ellentmondana a gép tervezési és bevetési céljainak. A gép leginkább a General Dynamics F-111-re hasonlít, ami az „F-” előjel ellenére is inkább egy taktikai bombázó szerepét tölti be.
Az „F-” előjelre eddig még nem született hivatalos magyarázat. Az amerikai légierő mindig is büszkén tekintett az „F-” előjeles vadászgépeire, ám meglehetősen ambivalensen állt hozzá a földi célok támadásához használt gépekhez. Talán arról lehetett szó, hogy az egyébként radikálisan új formájú és koncepciójú Nighthawkot a döntéshozók könnyebben fogadnák el, ha vadászgépként állítják be, egy bombázó vagy vadászbombázó helyett.
Az F-117 programnak a legjobb vadászpilótákra volt szüksége, és egy ezredfordulós tévés dokumentumfilmben az F-117 fejlesztői csapatának egyik vezető egyénisége úgy nyilatkozott, hogy a vadászpilóták nem nagyon szerettek volna egy „B-” vagy „A-” előjelű gépben repülni. A légierőn belül mindig is elkülönültek egymástól a vadászgépek és a bombázók pilótái, különösen az 1991-ben feloszlatott Strategic Air Command idején. Ha valaki egy adott fajta gépen repült sokat, akkor az a pilóta a jövőben nem nagyon számíthatott arra, hogy egy másik fajtán is repülhessen.
Az „F-” előjel az egyik legelterjedtebb magyarázat szerint biztonsági okokból került a Nighthawk száma elé. A gép a nyolcvanas évek végéig titokban maradt, és a vadászgép megjelölés, illetve az F-111-gyel bezárult régi vadászgép sorszámozás talán a gép igazi küldetését volt hivatott elrejteni. A gép fejlesztése alatt gyakran az 'LT', azaz Logistics Trainer, vagyis szállítmányozási kiképzőgép elnevezést használták.
A vadászgép és a bombázó közötti különbséget talán az F-117-es hatósugara és hasznos terhelése is eldönthette, mivel a gép inkább egy hadszíntéren belüli, taktikai támadógép volt, mint egy nagy hatótávolságú stratégiai bombázó. Az F-117 kisebb bombaterheléssel száll fel, mint a légierő többi vadászgépének nagy része, mivel ennek a gépnek a fegyverzetét és az üzemanyagát is a géptesten belül kell tárolnia.
Egy másik elmélet szerint az F-117 megjelölés a Tonopah és a Groom Lake felett repülő gépek hívójeleiből (11x) származik. Az 51-es körzet néven is elhíresült kísérleti terület felett a lopakodó gépek mellett a különböző módon megszerzett szovjet vadászgépekkel is repültek. Az elmélet szerint a számozást az alábbiak szerint állapították meg:
- F-111 Aardvark
- F-112 Szu–22
- F-113 MiG–19
- F-114 MiG–21
- F-115 MiG–23
- F-116 MiG–25

Tom Clancy 1997-ben egy internetes hírcsoportban azt írta, hogy ezek a szovjet gépek a Nellis légibázison állomásozó 48. vadászrepülő ezred 4315. agresszor századához tartoztak.
A légierő szerint az F-117 a légierő összes fegyverét képes szállítani, így levegő-levegő rakétákat is. Bár ez elvileg lehetséges, az F-117-est nem légiharcra tervezték és nem is lenne erre a feladatra megfelelő, mivel nem rendelkezik a légicsatákhoz szükséges fordulékonysággal, sebességgel és harcvezető rendszerekkel. Bár önvédelmi célból szállíthat AIM–9 Sidewinder rakétákat is, ezzel a hasznos bombateher a felére csökkenne, ezért ez nem túl praktikus. Lopakodó volta miatt a gépen nincsen radar, hiszen ez akár semlegesíthetné is a „láthatatlanságot”, éppen ezért a gép nem lenne alkalmas látótávolságon kívüli elfogóvadásznak.
Egyes spekulációk szerint az F-117 észrevétlenül közelíthetné meg és lőhetne le AWACS-ot, illetve az ehhez hasonló elektronikus hadviseléssel foglalkozó repülőgépeket. Ez azonban azért nem tűnik valószínűnek, mert sok gép lenne képes az AIM-9 rakéta 18 km-es hatósugarán belül észlelni az F-117-et, különösen egy 360 fokos radarlefedettségű AWACS. Egy háborús övezetben bevetett AWACS egyébként is vadászgépfedezettel repülne. Az F-117 nem lenne képes a vadászgépekkel harcba bocsátkozni, mivel a gép szerkezete nem tud 5 g-nél nagyobb terhelést elviselni, és a szabályok szerint ezt nem is közelítheti meg. Ez a tény, illetve a fedélzeti gépfegyver hiánya azt jelenti, hogy a Nighthawk könnyen alulmaradna egy légicsatában. A gép fekete színezete (amelyet a jövőben talán egy kéttónusú szürke álcázásra cserélnek), könnyen felismerhető alakja, csakis hangsebesség alatti sebessége és nehéz kormányozhatósága azt jelenti, hogy ezt a gépet nappal az ellenséges vadászgépek és a légelhárítás könnyen lelőhetné. Az F-117 bevetéseit ezért csak éjszaka hajtják végre.
Az F-117 feladata kisszámú, de magas prioritással rendelkező földi cél megtámadása. A gép emellett még felderítő tevékenységet is elláthatna, de kevés jel mutat arra, hogy az amerikai légierő erre a célra használná.

## A gép tervezése és bevetése

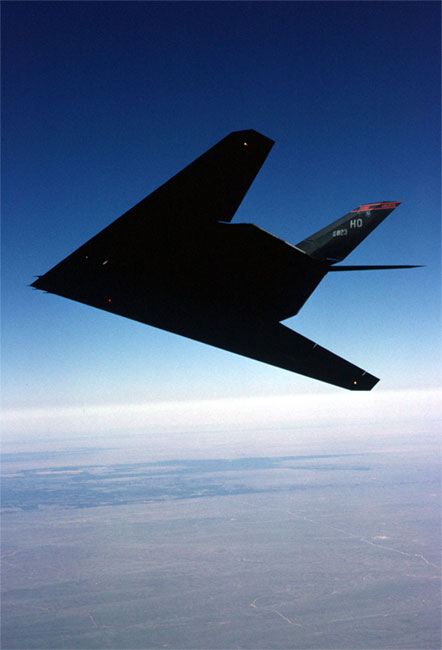
Egy F-117A Nighthawk Új-Mexikó felett

Az együléses F-117A sajátos tervezéséből adódóan különleges adottságokkal rendelkezik. A gép nagyjából akkora, mint egy F–15 Eagle; két utánégetés nélküli General Electric F404 gázturbinás sugárhajtómű hajtja, és négyszeresen redundáns, fly-by-wire irányítórendszerrel rendelkezik. A gép képes légi utántöltés fogadására, és világszerte bevethető. A gép avionikáját, fly-by-wire irányítórendszerét és több alkatrészét költségcsökkentés miatt két másik vadászgépből adaptálták, az F–16 Fighting Falconból és az F/A–18 Hornetből.
Az F-117A modern navigációs és támadórendszerrel rendelkezik, amelyet egy digitális avionikarendszerbe integráltak. A lopakodó feladatának megfelelően nem rendelkezik fedélzeti radarral – a radarsugárzás egyrészt felfedné a gép helyzetét, másrészt a radarantenna megnövelné a gép radarvisszaverődési képét. Navigációhoz GPS-t és rendkívül pontos INS-t, inerciális navigációs rendszert használ. A nagyon védett területek feletti bevetéseket egy automatikus bevetéstervező rendszer segíti – egy bevetés szinte minden részletét lehet automatizálni, akár a fegyverek kioldását is. A célkeresést egy infravörös keresőrendszer segíti, amelyet egy lézeres távmérő és célmegjelölő egészít ki. E rendszer segítségével lézerrel lehet egyes bombákat célra vezetni.
Az F-117A fegyvereit egy 2 300 kg teherbírású megosztott belső bombakamrában hordozza. Általában bombapárokat hordoz: GBU-10, GBU-12 vagy GBU-27 lézerirányítású bombákat, BLU-109 penetrációs bombákat, WCMD szélkorrekciós robbanófej szórókat, vagy pedig GPS/INS vezérlésű JDAM siklóbombákat. A gép elvileg az Amerikai légierő arzenáljában található összes fegyvert tudja hordozni, így B61 atombombát is.

## A gép története

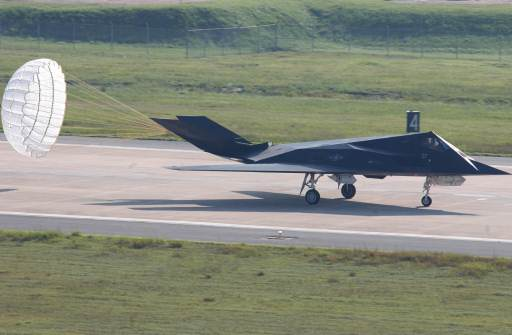
Egy F–117A leszállás közben

A gép gyártását 1978-ban kapta meg a Lockheed modern programokkal foglalkozó részlege, a kaliforniai Burbank-ben székelő Skunk Works. Az első gép 1981-ben szállt fel a Skunk Works 51-es körzet néven elhíresült Groom Lake bázisáról, alig 31 hónappal azután, hogy meghozták a sorozatgyártási döntést. Az első F–117A-t 1982-ben szállították le, a gépet 1983-ban állították hadrendbe és az utolsó Nighthawkot 1990-ben készítették el. A légierő 1988-ig tagadta a gép létezését, majd 1990 áprilisában egy F–117A-t kiállítottak a nevadai Nellis légibázison, ahova több tízezer látogatót vonzott.
A program elején a flotta a nevadai Tonopah lőtéren állomásozott, 1981. és 1992. között a 4450. harcászati osztályhoz tartozott (4450th TG), amely 1989-ben beolvadt a 37-es harcászati vadászezredbe. 1992-ben az egész flottát az új-mexikói Holloman légibázisra költöztették, ahol a 49-es vadászezred parancsnoksága alá került.

### Gyártása
A típusból összesen 64 darabot gyártottak le, az öt prototípussal együtt. Hivatalosan egy példányt lőttek le ellenséges területek felett.
- YF–117A (5 darab): 79-10780 (FSD–1), 79-7081 (FSD–2), 79-7082 (FSD–3), 79-7083 (FSD–4), 79-7084 (FSD–5).
- F–117A (59 darab):

80-0788
81-10796, 81-10797
82-0800, 82-0803 „Unexpected Guest”, 82-0806 († Szerbia felett 1999-ben), 82-0814 „Final Verdict”
84-0809, 84-0811
85-0825 „Mad Max”, 85-0834 „Necromancer”, 85-0835,
86-0823, 86-0837, 86-0839
88-0821 „Sneak Attack”, 88-0841 „Mystic Warrior”, 88-0842, 88-0843 „Black Sheep”
2006-ban a Kongresszus a típus összes kivont példányának folyamatos felügyeletét rendelte el egy későbbi, lehetséges ismételt aktív szolgálatba állítás miatt. A 2017-es költségvetési év irányelveiben azonban évenkénti négy repülőgépet mentesíteni kell a teljes állomány elbontásáig. Ettől függetlenül az AMARC-ban készített fotók szerint a repülőgépek körültekintő tárolásban részesülnek és időszakosan berepüléseket hajtanak végre velük, még 2019-ben is. Ezen év nyarán még 51 darab volt hivatalosan is hadrendben és 2008 óta egyetlen darabot sem semmisítettek meg, noha volt erre vonatkozó kongresszusi előirányzat. A gépet 2024-ben újra hadrendbe állította az USAF bizonytalan kivonási idővel amíg a B-21-es flotta el nem készül, várható kivonási idő 2034 körülre tehető

## Harci alkalmazása
Az F-117-et a modern háborúk során többször is bevetették, először 1989-ben, Panamában, amikor is az invázió alatt két bombát dobott le a Rio Hato légibázisra. Később az öbölháború alatt lézerirányítású bombákat vetett iraki célokra. Később az 1999-es koszovói konfliktus alatt használták, majd 2003-ban a második iraki háborúban. Lézervezérlésű fegyvereket vetett be iraki parancsnoki bunkerek ellen.

### Öbölháború
Az öbölháború előtti védekező hadműveletben, a Desert Shield idején, 1990. augusztus 20-án a 415. század 18 darab gépe települt át Szaúd-Arábiába. Őket majd csak december 3-án követte újabb 18 darab repülőgép a 416. századból. Az offenzív támadás első napján, 1991. január 17-én mindössze 36 darab F–117A volt a térségben, ami a koalíciós erők kevesebb mint 2,5%-át tette ki, mégis az első 24 órában a kijelölt célok 31%-át ők támadták: 30 F–117A harminchét kiemelten magas fontosságú célt támadott és semmisített meg aznap, elsősorban Bagdadban, melyekkel megvakították az iraki légvédelmet az első éjszaka. Nélkülük a koalíciós légierő többezer légvédelmi rakétával, légvédelmi gépágyúval és repülőgéppel nézett volna szembe. Január 26-án újabb nyolc gép érkezett szaúdiba. Az első nyolc –  830, 810, 814, 808, 825, 791, 843, 813 –  április 1-jén indult vissza az Államokba.

## Harci veszteségek
Egyetlenegy F–117 veszett el bevetés során. 1999. március 27-én a koszovói konfliktus során a Jugoszláv Hadsereg 250. rakétadandárjának 3. zászlóalja egy SZ–125 Nyeva-M légvédelmi rakétával lelőtte a 82-0806-os számú F–117A-t. Wesley Clark és más NATO tábornok szerint a jugoszláv légvédelem az F–117-eseket régi, nagyobb hullámhosszú szovjet radarral mérte be.  A pilóta, Dale Zelko, sikeresen katapultált és később amerikai mentőegységek kimentették. A repülőgépet kilövő alezredes Dani Zoltán székely, vajdasági magyar volt.

## Nehezen észlelhetőség oka
Az alakja, a "gyémánt" forma miatt a radarhullámokat szétszórva veri vissza. Különleges festékborítása radarhullám-elnyelő tulajdonságú.

## Műszaki adatok

### Geometriai méretek és tömegadatok
- Hossz: 20,09 m
- Fesztávolság: 13,20 m
- Magasság: 3,78 m
- Szárnyfelület: 73 m²
- Üres tömeg: 13 380 kg
- Normál felszálló tömeg: 23 800 kg

### Hajtóművek
- Hajtóművek száma: 2 darab
- Típusa: General Electric F404-F1D2 gázturbinás sugárhajtómű
- Maximális tolóerő: 2×48 kN

### Repülési adatok
- Legnagyobb sebesség: 993 km/h, szubszonikus
- Hatótávolság: 1720 km
- Szolgálati csúcsmagasság: 15 000 m
- Szárny felületi terhelése: 330 kg/m²
- Tolóerő–tömeg-arány: 0,40

### Fegyverzet
- Két bomba az alábbiakból: Mk–84, GBU-10 Paveway II, GBU–12 Paveway II, GBU–27 Paveway III, BLU-109, Mk–61 vagy WCMD típusok, összesen 1800 kg értékben

### Folyóiratok
- Aranysas (folyóirat), 2009.11, Kővári László: Mítoszromboló.